# デイヴィッド・ヒューベル
デイヴィッド・ハンター・ヒューベル（David Hunter Hubel、1926年2月27日 - 2013年9月22日）は、カナダ出身のアメリカ合衆国の神経生理学者。視覚情報の処理に関する発見で、トルステン・ウィーセルとともに1981年度のノーベル生理学・医学賞を受賞した。また同年、ロジャー・スペリーが大脳半球の研究で同賞を受賞している。

## 研究
ヒューベルとウィーセルの実験によって、大脳皮質における感覚情報処理に関する知見が深まった。1959年に行った実験では、麻酔をしたネコの視覚野に微小電極を刺入し、眼前に置いたスクリーンに明暗のパターンを映し出したときの視覚野ニューロンのスパイク発火応答を調べた。そして、ある特定の方位の棒状刺激に対してスパイク応答を示すが別の角度に対しては発火しないことを発見した。その後の研究では、刺激提示位置や方位に対して選択的に応じるニューロンどうしが規則的なルールに従って視覚野を形成していることなどを発見し、単純な刺激が複雑な像となって表れる視覚の仕組みが明らかになった。
ヒューベルとウィーセルは2つの業績によりノーベル賞を受賞した。1つ目は1960年代から70年代にかけて行った視覚野に関する研究であり、もう1つは、視覚からの信号がどのように大脳で処理され、形、動き、立体的な深さ、色などを検出しているかを示し、視覚神経生理学を創始したことについてである。彼らは子ネコの片目を眼帯などで短時間遮蔽することによって、遮蔽されない片目が遮蔽眼の視覚入力の分もカバーして視覚野に情報を送っていることを明らかにした。この研究は、弱視やある種の色盲に対する理解を深めることになった。また両眼視に必要な脳の領域を発達させることはできなかった。二人の実験によって、視覚野は幼少の早いうちから不可逆的に進化していくことが明らかとなった。これらの研究は、若年性の白内障や斜視の治療に道を開いた。彼らはまた、大脳皮質の可塑性の研究にも重大な貢献を果たした。

## 伝記
ヒューベルは1926年にカナダのオンタリオ州ウィンザーでアメリカ人の両親の間に生まれた。1929年に一家はモントリオールに引越し、彼はここで少年時代を過ごした。6歳から18歳になるまで、彼はケベック州ウートルモンのストラスコナ・アカデミーで学んだ。彼は次のように語っている。｢私はこの学校で素晴らしい教師達に恵まれた。特に、アイルランド気質を持った、献身的で活発な社会科教師であるジュリア・ブラッドショーのおかげで、私は読める英語を書けるようになった｣。彼はマギル大学で数学と物理学を学び、ここの医学部に進学した。1954年にはジョンズ・ホプキンス大学で働くためにアメリカ合衆国に渡ったが、徴兵され、軍の病院に勤めることになった。ここで彼は、寝た状態と起きた状態の猫の視覚野の働きを記録する実験を行った。さらに彼は水圧式の微小動力と、漆とタングステンでできた微小金属電極を発明した。1958年に彼はジョンズ・ホプキンス大学に移籍し、ウィーセルと共同で大脳皮質の視覚野の研究を始めた。1年後、彼はハーバード大学の教職員となった。

## 受賞歴
- 1971年 ブランダイス大学よりローゼンスティール賞 （トルステン・ウィーセルと共同受賞）
- 1977年 カール・スペンサー・ラシュレー賞 （トルステン・ウィーセルと共同受賞）
- 1978年 コロンビア大学よりルイザ・グロス・ホロウィッツ賞 （トルステン・ウィーセルと共同受賞）
- 1980年 ピッツバーグ大学よりディクソン賞医学部門 （トルステン・ウィーセルと共同受賞）
- 1981年 ノーベル生理学・医学賞 （トルステン・ウィーセルと共同受賞）
- 1993年 ラルフ・W・ジェラルド賞 （トルステン・ウィーセルと共同受賞）